# Mimipiscis
Mimipiscis, voorheen bekend als Mimia, is een geslacht van uitgestorven straalvinnige beenvissen, behorend tot de Actinopterygii. Het leefde in het Laat-Devoon (Frasnien, ongeveer 380 miljoen jaar geleden) en zijn fossiele overblijfselen zijn gevonden in Australië.

## Naamgeving
Mimipiscis werd voor het eerst beschreven in 1977 onder de naam Mimia; deze naam was echter al eerder gebruikt om een Mexicaanse vlinder te beschrijven (Evans, 1953) en daarom was het in 2012 noodzakelijk om de vis te hernoemen naar Mimipiscis.
Volgens een studie van Brian Choo is Mimipiscis een geslacht met twee soorten: naast de typesoort Mimipiscis toombsi, was er nog een (Mimipiscis bartrami), kleiner en met enkele onderscheidende kenmerken in de lichaamsvorm, in de schubben en schedelbeenderen. De tweede soort lijkt bovendien gemiddeld kleiner te zijn geweest dan de vorige (lengte ongeveer dertien centimeter).

## Beschrijving
Tot 1977, het jaar van de eerste beschrijving van Mimipiscis, waren driedimensionale fossiele overblijfselen van Paleozoïsche actinopterygiiden niet bekend; met de ontdekking van Mimipiscis en verwante vormen uit de Gogo-formatie, was het mogelijk om het interne en externe uiterlijk van de skeletten van deze archaïsche vissen te reconstrueren en werden voorheen onbekende details van de schedel en kieuwen onthuld.
Deze vis was klein van formaat, niet meer dan twintig centimeter lang. Dankzij de talrijke fossiele overblijfselen die zijn gevonden in de Gogo-formatie van West-Australië, is Mimipiscis een van de bekendste actinopterygiiden van het Paleozoïcum. De perfect bewaarde schedel onthulde dat zijn hersenen vergelijkbaar waren met die van primitieve haaien en Acanthus, wat de basishersenstructuur van gnathotomen aangeeft. Het lichaam van Mimipiscis was langwerpig en relatief lang, hoewel niet zo diep als dat van de verwante Moythomasia, en bedekt met ruitvormige schubben. De grote ogen waren in een vooruitgeschoven positie geplaatst, terwijl de staart heterocerca was en voorzien was van een robuuste bovenkwab.

## Fylogenie
Mimipiscis is een basale vertegenwoordiger van de actinopterygiiden, de vissen met beenstraalvin, en behoort tot de groep van de Mimiidae, endemisch in het Laat-Devoon van West-Australië en ook Gogosardina bevattend. Voorheen werd Mimipiscis verwezen naar de familie Stegotrachelidae samen met de verwante Moythomasia, in de grote groep (nu beschouwd als parafyletisch) van de Palaeonisciformes, de meest archaïsche onder de straalvinnige beenvissen.

## Paleobiologie
Mimipiscis en Gogosardina leefden in een omgeving die leek op een hedendaags koraalrif. Deze kleine vissen hadden een lichaam dat geschikt was om gemakkelijk tussen de spleten van de kliffen te bewegen, om zichzelf te beschermen tegen roofdieren zoals placodermen en om te zoeken naar kleine dieren die ze zelf aten.